# Crusea megalocarpa
Crusea megalocarpa är en måreväxtart som först beskrevs av Asa Gray, och fick sitt nu gällande namn av Sereno Watson. Crusea megalocarpa ingår i släktet Crusea och familjen måreväxter. Inga underarter finns listade i Catalogue of Life.